# Ökologische Reihe
Als ökologische Reihe bezeichnet man in der Vegetationskunde die Abfolge unterschiedlich zusammengesetzter Pflanzengesellschaften in Abhängigkeit von den veränderlichen Standortsbedingungen innerhalb des Areals. Dabei können ökologische Faktoren wie die Abnahme der Bodenfeuchtigkeit mit der Entfernung zur Uferzone eines Gewässers, der Säuregehalt des Bodens oder der Temperaturgradient von der Unter- zur Obergrenze einer Höhenstufe eine Rolle spielen. Durch die unterschiedlichen ökologischen Ansprüche der einzelnen Pflanzenarten ändert sich deren Häufigkeit mit der graduellen Veränderung der Standortsfaktoren. Das führt zu einer räumlichen Verteilung verschiedener Pflanzengemeinschaften mit abgestufter Ähnlichkeit, die im Idealfall zu einer lückenlosen ökologischen Reihe zusammengestellt werden können.

## Verfahren
Das Verfahren zur Aufstellung einer ökologischen Reihe setzt eine Vegetationsaufnahme entlang eines Transekts voraus. In einem flächenmäßig begrenzten Verbreitungsgebiet mit nicht allzu großen Standortvariationen wird eine Reihe von Aufnahmeflächen gewählt. Diese sind meist quadratisch und umfassen eine Untersuchungsfläche von einem Quadratmeter bis 100 Quadratmetern, je nach Art und Zusammensetzung der zu untersuchenden Pflanzengesellschaft. Diese Bestandsaufnahmen werden in einer Vegetationstabelle eingetragen.
Diese Methode beruht auf der direkten Beobachtung. Nicht nur das Artenspektrum, sondern beispielsweise auch der Deckungsgrad der Pflanzen im Areal und deren Wuchshöhe werden festgestellt. Ein ein- oder mehrdimensionales Parametersystem von bestimmenden Umweltfaktoren wird auf das untersuchte Gebiet angewandt. Dies können z. B. der Salzgehalt des Bodens und dessen Feuchtigkeit sein, eine Kombination von Parametern, die häufig bei der Untersuchung der Vegetation an Standorten mit speziellen ökologischen Voraussetzungen wie etwa der Umgebung von Steppenseen, Salzwüsten und Meeresküsten angewandt wurde. Dadurch wird die Vegetation graduell unterschieden und kann in ökologische Reihen gegliedert werden. 

## Auswertung
Die Methodik der ökologischen Reihen wurde seit den 1920er Jahren weltweit zur vegetationskundlichen Erforschung geobotanisch interessanter Ökosysteme verwendet. Auch für land- und forstwirtschaftlich genutzte Flächen werden ökologische Reihen zur Analyse und Bewertung herangezogen.
Mit computerunterstützten mathematischen und statistischen Methoden können die Vegetationsaufnahmen hinsichtlich mehrerer Variablen ausgewertet werden. Mittels eines Ordinationsverfahrens werden die Befunde längs eines Standorts-Gradienten angeordnet. Dadurch können multivariate Daten grafisch in einem Koordinatensystem veranschaulicht werden.

## Abgrenzung zur Sukzession
Bei einer ökologischen Reihe handelt es sich um eine räumliche Abfolge von Pflanzengesellschaften im Gelände. Dadurch unterscheiden sich ökologische Reihen von Sukzessionen. Bei Letzteren handelt es sich um zeitliche Abfolgen von Biozönosen auf einem bestimmten Standort. Um eine klare Abgrenzung treffen zu können, müssten sich die Pflanzengesellschaften einer idealen ökologischen Reihe alle im Endstadium einer Sukzession befinden. Ein solches Klimaxstadium ist erreicht, wenn sich die Artzusammensetzung im Lauf der Zeit nicht mehr oder nur noch geringfügig verändert. In der ökologischen Fachdiskussion wird der auf Frederic Edward Clements zurückgehende Klimax-Begriff als Idealfall in der Modellbildung gewertet, er ist jedoch in einem offenen und komplexen Ökosystem Schwankungen unterworfen.  
Die Grenze zwischen Sukzession und ökologischer Reihe ist nicht immer klar zu ziehen. Beispielsweise können in einer verlandenden Au, die durch Hochwasserschutzmaßnahmen vom Flusslauf abgetrennt wird, im Laufe der Zeit als Sukzessionen dieselben Pflanzengesellschaften entstehen, die als ökologische Reihe räumlich in Abhängigkeit vom Abstand zum überfluteten Augebiet und zur Höhe des Grundwasserspiegels existieren, z. B. Weichholzaue und Hartholzaue.